# Shibakoya Yuichi
Yuichi Shibakoya (sinh ngày 16 tháng 6 năm 1983) là một cầu thủ bóng đá người Nhật Bản.

## Sự nghiệp câu lạc bộ
Yuichi Shibakoya đã từng chơi cho Oita Trinita, Mito HollyHock, Sagan Tosu và Ehime FC.